# Nyctiophylax subacuminatus
Nyctiophylax subacuminatus is een fossiele soort schietmot uit de familie Polycentropodidae.